# 1970 год в музыке

## События
- Создана группа «Queen».
- Группа «Black Sabbath» дебютирует с одноимённым альбомом.
- Распался квартет «The Beatles», бывшие участники выпустили сольные альбомы.
- Флориан Шнайдер и Ральф Хюттер создали группу «Organisation», которая в дальнейшем превратилась в квартет «Kraftwerk».
- Трое братьев Шульман создали группу «Gentle Giant».
- «Deep Purple» живьём исполнили The Gemini Suite — второе произведение Джона Лорда для рок-группы и оркестра.

## Хронология
- 3 января:
  - Дэйви Джонс объявил о своём скором уходе из «The Monkees».
  - Бывший фронтмен и один из основателей «Pink Floyd» Сид Барретт выпустил свой первый сольный альбом «The Madcap Laughs».
- 10 февраля — В г. Бомонт (штат Техас) состоялся дебютный концерт «ZZ Top».
- Август — Алла Пугачёва покидает ВИА «Новый электрон» под управлением Валерия Приказчикова и становится солисткой Московской областной филармонии.
- 31 октября — Мишель Филлипс вышла замуж за актёра Денниса Хоппера. Их брак продлился всего восемь дней.
- 8 ноября — Мишель Филлипс развелась со своим мужем Деннисом Хоппером.

## Выпущенные альбомы
См. также категорию альбомов 1970 года.
- A Tribute to Jack Johnson (Майлз Дэвис)
- ABC (Jackson 5)
- Abraxas (Карлос Сантана)
- After the Gold Rush (Нил Янг)
- All Things Must Pass (Джордж Харрисон)
- American Beauty (Grateful Dead)
- American Woman (The Guess Who)
- Atom Heart Mother (Pink Floyd)
- Band of Gypsys (Джими Хендрикс)
- Barrett (Сид Барретт)
- Benefit (Jethro Tull)
- Bitches Brew (Майлз Дэвис)
- Black Sabbath (Black Sabbath)
- Bridge Over Troubled Water (Simon & Garfunkel)
- Chicago II (Chicago)
- Close to You (Carpenters)
- Closer to Home (Grand Funk Railroad)
- Cosmo's Factory (Creedence Clearwater Revival)
- Cucumber Castle (The Bee Gees)
- Déjà Vu (Crosby, Stills, Nash & Young)
- Elton John (Элтон Джон)
- Emerson, Lake and Palmer (Emerson, Lake & Palmer)
- Fun House (The Stooges)
- Gentle Giant (Gentle Giant)
- Grand Funk (Grand Funk Railroad)
- Hank Williams The Roy Orbison Way (Рой Орбисон)
- High Tide (альбом) (High Tide)
- H to He, Who Am the Only One (Van der Graaf Generator, LP)
- Home (Procol Harum, LP)
- Il forestiero (Адриано Челентано)
- Ils ont changé ma chanson (Далида)
- In Rock (Deep Purple)
- In the Wake of Poseidon (King Crimson)
- It Ain't Easy (Three Dog Night)
- John Barleycorn Must Die (Traffic)
- John Lennon/Plastic Ono Band (Plastic Ono Band)
- Ladies of the Canyon (Джони Митчел)
- Layla and Other Assorted Love Songs (Derek & the Dominoes)
- Led Zeppelin III (Led Zeppelin, LP, Atlantic Records, 5 октября)
- Let It Be (The Beatles)
- Live at Leeds (The Who)
- Lizard (King Crimson)
- Loaded (The Velvet Underground)
- Lycka (Björn & Benny)
- McCartney (Пол Маккартни)
- Mona Bone Jakon (Кэт Стивенс)
- Morrison Hotel (The Doors)
- Naturally (Three Dog Night)
- Open Road (Донован)
- On Stage (Элвис Пресли)
- One Day at a Time (Джоан Баэз)
- Paranoid (Black Sabbath)
- Pearl (Дженис Джоплин)
- Pendulum (Creedence Clearwater Revival)
- Self Portrait (Боб Дилан)
- Sex Machine (Джеймс Браун)
- Scorpio’s Dance (Shocking Blue)
- Signed, Sealed & Delivered (Стиви Уандер)
- Share the Land (The Guess Who)
- Spirit in the Dark (Арета Франклин)
- Sunflower (The Beach Boys)
- Tea for the Tillerman (Кэт Стивенс)
- The Least We Can Do is Wave to Each Other (Van der Graaf Generator, LP)
- The Big O (Рой Орбисон)
- The Great Songs Of Roy Orbison (Рой Орбисон)
- The Madcap Laughs (Сид Барретт)
- The Man Who Sold The World (Дэвид Боуи)
- This Girl’s in Love with You (Арета Франклин)
- Time and a Word (Yes)
- Tone Float (Organisation)
- Trespass (Genesis)
- Very ’eavy… Very ’umble (Uriah Heep)

## Лучшие песни года
- «Let It Be» (The Beatles)
- «Layla» (Эрик Клэптон)
- «Bridge Over Troubled Water» (Simon & Garfunkel)
- «Your Song» (Элтон Джон)
- «Who’ll Stop the Rain» (Creedence Clearwater Revival)
- «Moondance» (Ван Моррисон)
- «Fire and Rain» (Джеймс Тейлор)
- «Paranoid» (Black Sabbath)
- «Across the Universe» (The Beatles)
- «Immigrant Song» (Led Zeppelin)
- «Iron Man» (Black Sabbath)
- «Maybe I`m Amazed» (Paul McCartney)

## Продажи
- Самый продаваемый сингл в США (Billboard Hot 100) — «Bridge Over Troubled Water» (Simon & Garfunkel)
- Самый продаваемый альбом в США (Billboard Top 200) — «Bridge Over Troubled Water» (Simon & Garfunkel), второе место — «Led Zeppelin II» (Led Zeppelin), третье место — «Chicago» (Chicago)
- Самый продаваемый сингл в Великобритании — «The Wonder of You» (Элвис Пресли)
- Самый продаваемый альбом в Великобритании — «Bridge Over Troubled Water» (Simon & Garfunkel)

## Награды
- «Грэмми» за альбом года — Simon & Garfunkel за «Bridge Over Troubled Water»
- «Грэмми» за запись года — Simon & Garfunkel за «Bridge Over Troubled Water»
- «Грэмми» за песню года — Simon & Garfunkel за «Bridge Over Troubled Water»

### Зал славы авторов песен
- Фред Алерт[англ.][1]
- Кэтрин Ли Бейтс[2]
- Ирвинг Берлин[3]
- Джо Бёрк[англ.][4]
- Джонни Бёрк[5]
- Уильям Биллингс[англ.][6]
- Джеймс Блэнд[англ.][7]
- Эрнест Болл[англ.][8]
- Альфред Брайан[англ.][9]
- Лью Браун[10]
- Насио Херб Браун[англ.][11]
- Джеймс Брокман[англ.][12]
- Курт Вайль[13]
- Эгберт Ван Элстин[англ.][14]
- Гарри Вудс[англ.][15]
- Вуди Гатри[16]
- Джордж Гершвин[17]
- Патрик Гилмор[англ.][18]
- Луис Вольф Гильберт[19]
- Мак Гордон[20]
- Ферд Грофе[англ.][21]
- Реджинальд Де Ковен[англ.][22]
- Питер Де Роуз[англ.][23]
- Бадди Десильва[англ.][24]
- Кэрри Джейкобс-Бонд[англ.][25]
- Айшэм Джонс[англ.][26]
- Джеймс Джонсон[27]
- Джеймс Уэлдон Джонсон[англ.][28]
- Ховард Джонсон[англ.][29]
- Артур Джонстон[англ.][30]
- Скотт Джоплин[31]
- Морт Диксон[англ.][32]
- Уолтер Дональдсон[33]
- Дэйв Дрейер[англ.][34]
- Пол Дрессер[англ.][35]
- Эл Дубин[36]
- Харт Дэнкс[англ.][37]
- Вернон Дюк[38]
- Рэймонд Иган[англ.][39]
- Берт Калмар[англ.][40]
- Гас Кан[41]
- Ирвинг Кахал[англ.][42]
- Джером Керн[43]
- Фрэнсис Скотт Ки[44]
- Сидни Клэр[англ.][45]
- Уилл Кобб[англ.][46]
- Энн Колдуэлл[англ.][47]
- Кон Конрад[англ.][48]
- Сэм Кослоу[англ.][49]
- Джордж Кохан[50]
- Гарри Кэрролл[англ.][51]
- Хадди Ледбеттер[52]
- Фрэнк Лессер[53]
- Сэм Льюис[англ.][54]
- Баллард Макдональд[англ.][55]
- Джозеф Маккарти[англ.][56]
- Джимми Макхью[англ.][57]
- Джордж Мейер[англ.][58]
- Джеймс Монако[англ.][59]
- Нил Море[англ.][60]
- Теодор Морс[61]
- Эдвард Мэдден[англ.][62]
- Льюис Мюир[англ.][63]
- Этельберт Невин[64]
- Джек Норворт[англ.][65]
- Чонси Олкотт[англ.][66]
- Джеймс Лорд Пирпонт[67]
- Лью Поллак[англ.][68]
- Коул Портер[69]
- Джон Ховард Пэйн[англ.][70]
- Боб Расселл[71]
- Гарри Ревел[англ.][72]
- Эбен Рексфорд[англ.][73]
- Джимми Роджерс[74]
- Ричард Роджерс[75]
- Зигмунд Ромберг[76]
- Билли Роуз[англ.][77]
- Винсент Роуз[англ.][78]
- Элли Рубель[79]
- Гарри Руби[80]
- Джордж Фредерик Рут[англ.][81]
- Ральф Рэйнджер[англ.][82]
- Гарри Смит[англ.][83]
- Сэмюел Фрэнсис Смит[англ.][84]
- Тед Снайдер[англ.][85]
- Эндрю Стерлинг[англ.][86]
- Джон Филип Суза[87]
- Рой Тёрк[англ.][88]
- Гарри Тирни[англ.][89]
- Чарльз Тобиас[англ.][90]
- Ричард Уайтинг[91]
- Кларенс Уильямс[англ.][92]
- Спенсер Уильямс[англ.][93]
- Хэнк Уильямс[94]
- Септимус Уиннер[англ.][95]
- Фэтс Уоллер[96]
- Сэмюел Уорд[англ.][97]
- Генри Уорк[англ.][98]
- Перси Уэнрич[англ.][99]
- Тед Фио Рито[англ.][100]
- Фред Фишер[англ.][101]
- Альберт Фон Тилзер[англ.][102]
- Гарри Фон Тилзер[103]
- Стивен Фостер[104]
- Оскар Хаммерстайн II[105]
- Отто Харбах[106]
- Чарльз Харрис[англ.][107]
- Лоренц Харт[108]
- Джулия Уорд Хау[109]
- Рэй Хендерсон[англ.][110]
- Виктор Херберт[111]
- Билли Хилл[англ.][112]
- Джозеф Ховард[англ.][113]
- Уильям Кристофер Хэнди[114]
- Джеймс Хэнли[англ.][115]
- Джин Шварц[англ.][116]
- Гас Эдвардс[англ.][117]
- Дэн Эмметт[англ.][118]
- Винсент Юманс[119]
- Виктор Янг[120]
- Джо Янг[англ.][121]
- Рида Джонсон Янг[англ.][122]

### Зал славы кантри
- Carter Family (Мэйбелл Картер[англ.], Сара Картер[англ.] и Элвин Картер[англ.])[123]
- Билл Монро[124]

## Родились

### Январь
- 11 января — Мустафа Сандал — турецкий певец, продюсер и композитор
- 20 января — Керри Кенни-Сильвер — американская актриса, певица, сценарист, продюсер и комик
- 29 января — Дмитрий Маликов — российский певец и актёр
- 31 января — Минни Драйвер — британская актриса, певица, автор песен

### Февраль
- 3 февраля — Шура Би-2 — один из основателей и второй лидер группы «Би-2»
- 4 февраля — Наталья Эдуардовна Васильева — советская и российская писательница, поэтесса и исполнительница авторской песни
- 15 февраля — Йоуни Хюнюнен — финский рок-музыкант
- 18 февраля — Сьюзан Иган — американская актриса и певица

### Март
- 5 марта — Джон Фрушанте — американский музыкант, композитор и продюсер, гитарист группы Red Hot Chili Peppers
- 7 марта — Владислав Адельханов — советский и грузинский скрипач и писатель
- 8 марта — Сергей Глушко (Тарзан) — российский актёр, певец, бодибилдер и стриптизёр
- 9 марта — Шеннон Лето — американский рок-музыкант, барабанщик альтернативной группы 30 Seconds to Mars
- 18 марта — Куин Латифа — американская певица, рэпер, актриса и модель, обладательница «Грэмми», «Эмми» и «Золотого глобуса»
- 20 марта — Tame One[англ.] (ум. 2022) — американский рэпер
- 23 марта — Мелисса Эррико — американская актриса, певица и автор песен
- 24 марта — Шэрон Корр — ирландская певица, автор песен, пианистка, актриса

### Апрель
- 6 апреля — Ирина Билык — украинская певица, композитор и поэт-песенник
- 9 апреля — Триша Пенроуз — английская актриса, певица и телеведущая
- 16 апреля — Деро Гои — немецкий музыкант и композитор, вокалист и барабанщик группы Oomph!
- 17 апреля — Redman — американский рэпер, диджей и продюсер
- 22 апреля — Дэн Уорнер[англ.] (ум. 2019) — американский гитарист, продюсер и автор песен

### Май
- 2 мая — Екатерина Щелканова — российская актриса, балерина и певица
- 11 мая — Ирина Боссини (ум. 2018) — советская и российская оперная певица (драматическое сопрано)
- 17 мая — Анжелика Агурбаш — российская и белорусская певица, актриса, модель и телеведущая
- 22 мая — Наоми Кэмпбелл — британская супермодель, актриса и певица афроямайского происхождения

### Июнь
- 5 июня — Алексей Дайнеко (ум. 2016) — российский актёр, телеведущий и музыкант
- 6 июня — Джеймс Шаффер — американский музыкант, гитарист группы Korn
- 11 июня —
  - Анжелика Рудницкая — украинская певица, художница, телеведущая
  - Веня Д’ркин (ум. 1999) — украинский и российский поэт, бард и гитарист
- 16 июня — Мария Бурмака — украинская певица
- 19 июня — Брайан Уэлч — американский музыкант, гитарист группы Korn
- 21 июня — Тарас Чубай — украинский певец, рок-музыкант и композитор
- 23 июня — Ян Тирсен — французский музыкант и композитор.

### Июль
- 3 июля — Одра Макдональд — американская актриса и певица
- 6 июля — Роже Цицеро (ум. 2016) — немецкий певец
- 14 июля —  Олень (ум. 1996) — советский и российский рэп-исполнитель и брейк-данс-танцор. Участник брейк-данс-команд «Баковка Сити Брейкерс» (1987—1988) и «Магический круг» (1989—1990), солист рэп-групп «Дубовый Гай» (1991) и «Мальчишник» (1992—1993)
- 26 июля — Андрей Григорьев-Апполонов — российский певец, солист группы «Иванушки International»

### Август
- 4 августа — Глеб Самойлов — российский певец, музыкант и автор песен, основатель, вокалист и гитарист группы «Агата Кристи»
- 17 августа — Тэмми Таунсенд — американская телевизионная актриса и певица
- 20 августа — Фред Дёрст — американский певец и музыкант, основатель и вокалист группы Limp Bizkit
- 25 августа — Джо Ди Мессина — американская кантри-певица, автор песен, гитаристка, пианистка и актриса
- 27 августа — Тони Канэл — американский музыкант, басист группы No Doubt

### Сентябрь
- 8 сентября
  - Ларс Фогт (ум. 2022) — немецкий пианист и дирижёр
  - Олег Эмиров (ум. 2021) — российский композитор и аранжировщик, саунд-продюсер телекомпании «НТВ»
- 11 сентября — Тараджи Хенсон — американская актриса и певица
- 13 сентября — Ли Абрамсон[англ.] (ум. 2016) — американский композитор и музыкант
- 20 сентября — Доминика Печински — шведская певица, модель и телеведущая

### Октябрь
- 6 октября — Эми Джо Джонсон — американская актриса и певица
- 12 октября — Орига (ум. 2015) — японская певица и автор песен русского происхождения
- 17 октября — Светлана Назаренко (Ая) — российская и киргизская певица, вокалистка группы Город 312
- 24 октября — Наташа Феодориду — греческая певица
- 25 октября
  - Джон Банч[англ.] (ум. 2016) — американский певец и автор песен
  - Наталья Сенчукова — советская и российская певица

### Ноябрь
- 12 ноября — Том Седощенко (ум. 1999) — немецкий певец, вокалист группы EverEve
- 20 ноября — Phife Dawg (ум. 2016) — американский рэпер, музыкант и актёр, участник группы A Tribe Called Quest

### Декабрь
- 6 декабря — Владимир Политов — советский и российский певец и музыкант, вокалист группы «На-На»
- 11 декабря
  - Михей (ум. 2002) — российский певец, рэп-исполнитель, музыкант и автор песен
  - Мэттью Стрэкан (ум. 2021) — британский композитор, певец и поэт-песенник
- 13 декабря — Дэнни Лонер — американский музыкант, гитарист и клавишник группы Nine Inch Nails
- 18 декабря — DMX (ум. 2021) — американский рэпер и актёр

## Скончались

### Январь
- 14 января — Гарри Вудс[англ.] (73) — американский автор песен и пианист

### Февраль
- 1 февраля — Блаж Арнич (69) — словенский композитор
- 11 февраля — Эмиль Абраньи (87) — венгерский дирижёр, композитор и музыкальный педагог
- без точной даты — Боб Расселл (55) — американский автор песен

### Июль
- 7 июля — Чарльз Тобиас[англ.] (71) — американский автор песен
- 12 июля — Луис Вольф Гильберт (83) — американский автор песен
- 24 июля — Франсиско Ахеа Эрмоса (70) — мексиканский пианист и музыкальный педагог

### Август
- 14 августа — Вано Мурадели (62) — советский композитор и дирижёр

### Сентябрь
- 3 сентября — Алан Уилсон[англ.] (27) — американский певец, музыкант и автор песен, основатель и вокалист группы Canned Heat
- 18 сентября — Джими Хендрикс (27) — американский певец, музыкант и композитор, фронтмен группы The Jimi Hendrix Experience

### Октябрь
- 4 октября — Дженис Джоплин (27) — американская певица и автор песен

### Ноябрь
- 6 ноября — Агустин Лара (73) — мексиканский композитор, автор песен и актёр

### Декабрь
- 24 декабря — Карина Ари (73) — шведская танцовщица
- 31 декабря
  - Сирил Скотт (91) — британский композитор и музыкант
  - Рэй Хендерсон[англ.] (74) — американский автор песен

### Без точной даты
- Георгий Амосов (86) — русский и советский гобоист и музыкальный педагог